# Россети Урал
ПАО «Россети Урал» (ранее – ОАО «МРСК Урала») — российская энергетическая компания, осуществляющая передачу электроэнергии по электрическим сетям напряжением 110 кВ — 0,4 кВ и технологическое присоединение потребителей к электросетям на территории Свердловской, Челябинской областей и Пермского края; дочернее общество ПАО «Россети».
Полное наименование — Публичное акционерное общество «Россети Урал», сокращённое — ПАО «Россети Урал». В рамках концепции единой бренд-архитектуры ПАО «Россети» с июня 2019 года компания использует новое название - «Россети Урал», с 4 августа 2023 года ОАО «МРСК Урала» сменило прежнее наименование на ПАО «Россети Урал».

## История
ОАО «МРСК Урала и Волги» было образовано в рамках реформирования российской электроэнергетики после выделения компаний, осуществляющих деятельность по производству, передаче и распределению, продаже электрической и тепловой энергии, а также по оперативно-диспетчерскому управлению, в отдельные бизнес-направления. Подготовительные мероприятия по учреждению компании шли с апреля 2004 года, первоначально предполагалась назвать её как МРСК-3.
24 февраля 2005 года решением единственного учредителя (Распоряжение ОАО РАО «ЕЭС России» № 28р) было создано ОАО «МРСК Урала и Волги», 28 февраля 2005 года оно было зарегистрировано Инспекцией ФНС России по Ленинскому району г. Екатеринбурга. На момент учреждения компания включала 15 региональных сетевых компаний — РСК (бывших «АО-энерго», в составе которых с 2004 года остались только мощности по распределению и передаче электроэнергии).
27 апреля 2007 года Советом директоров РАО ЕЭС была утверждена новая конфигурация распределительных компаний, в результате 10 РСК были выделены из МРСК Урала и Волги в новый холдинг МРСК Волги, ещё одна РСК — Тюменьэнерго — стала отдельной компанией. В связи с этим 14 августа 2007 года компания переименована в ОАО «МРСК Урала».
Процесс реформирования электросетевого комплекса региона был в основном завершен к апрелю 2008 года, когда 3 РСК (Свердловэнерго, Пермэнерго и Челябэнерго) были преобразованы из отдельный акционерных обществ в филиалы МРСК Урала. Ещё одна РСК — Курганэнерго — не приняла решение о присоединении и продолжила существование как дочернее акционерное общество МРСК Урала. С 1 мая 2008 года ОАО «МРСК Урала» функционирует как единая операционная компания.
22 ноября 2012 года была завершена сделка между ОАО «МРСК Урала» и ООО «Корпорация СТС» по обмену пакетов акций. В соответствии с поручением Совета директоров ОАО «Холдинг МРСК» (протокол № 96 от 08.10.2012 г.) и решением Совета директоров ОАО «МРСК Урала» (протокол № 114 от 15.10.2012 г.) состоялась сделка по обмену пакета акций ОАО «Курганэнерго» на пакет акций ОАО «Ленэнерго».

## Собственники и руководство

### Акционерный капитал
При учреждении компании её акционерный капитал составлял 10 млн руб. и был разделён на 100 миллионов акций номиналом 10 копеек. В процессе присоединения дочерних обществ в 2007—2008 годах уставный капитал за счёт дополнительных выпусков акций был увеличен до 8 743 048 571,1 руб. (87 430 485 711 обыкновенных акций номинальной стоимостью 0,1 руб.).
Крупнейшим держателем пакета акций ПАО «Россети Урал» является ПАО «Россети» — 55,23 % акций. Крупный пакет акций находится у ПАО «Меткомбанк» (20,00%). Остальным акционерам в совокупности принадлежит 24,77% акций.
Акции «МРСК Урала» начали торговаться на биржах РТС и ММВБ 11 июня 2008 г. и 18 июня 2008 г. соответственно. В настоящий момент акции компании торгуются на Московской бирже в котировальном списке второго уровня под биржевым тикером MRKU.

### Руководство
Председателем Совета директоров компании с июня 2021 является Краинский Даниил Владимирович 
Ранее эту должность занимали:
- июнь 2018 – июнь 2021 Гончаров Юрий Владимирович
- сентябрь 2017 – июнь 2018 Фадеев Александр Николаевич

- декабрь 2016 – сентябрь 2017 Семериков Сергей Александрович
- июнь 2015 – декабрь 2016 Фадеев Александр Николаевич
- май 2014 – июнь 2015 Родин Валерий Николаевич
- декабрь 2013 – апрель 2014 Магадеев Руслан Раисович
- июнь 2013 – декабрь 2013 Готлиб Дмитрий Игоревич
- август 2012 – июнь 2013 Хвалин Игорь Владимирович
- июнь 2012 – август 2012 Муров Андрей Евгеньевич
- июнь 2011 – июнь 2012 Курбатов Михаил Юрьевич
- июнь 2010 – июнь 2011 Демидов Алексей Владимирович
- июнь 2009 – июнь 2010 Швец Николай Николаевич
- февраль 2005 – июнь 2009 Чистяков Александр Николаевич

С 9 июня 2022 года в соответствии с решением Совета директоров ОАО «МРСК Урала» генеральным директором ОАО «МРСК Урала» назначен Пятигор Александр Михайлович.
Ранее компанией руководили:
- июнь 2022 — сентябрь 2024 — Пятигор Александр Михайлович
- ноябрь 2020 — июнь 2022 — Болотин Владимир Анатольевич
- октябрь 2014 — ноябрь 2020 — Дрегваль Сергей Георгиевич
- май — октябрь 2014 гг. — Лебедев Юрий Вячеславович
- март 2009 — апрель 2014 гг. — Родин Валерий Николаевич
- февраль 2005 — март 2009 гг. — Бобров Алексей Олегович

Также в состав Правления компании входят:
- Генеральный директор, Председатель Правления Пятигор Александр Михайлович
- Первый заместитель генерального директора - главный инженер, заместитель Председателя Правления Рябушев Владимир Александрович
- Заместитель генерального директора по правовому и корпоративному управлению, член Правления Дерягин Кирилл Евгеньевич
- Заместитель генерального директора по реализации услуг, член Правления Михеев Дмитрий Дмитриевич
- Заместитель генерального директора по технологическому присоединению, член Правления Складчиков Владимир Андреевич
- Заместитель генерального директора по экономике и финансам, член Правления Очередько Ольга Вячеславовна

## Деятельность
Компания осуществляет следующие виды деятельности:
- Передача и распределение электрической энергии;
- Присоединение к электрическим сетям;
- Проведение испытаний и измерений энергоустановок, а также контроль за их безопасным использованием;
- Сбор, передача и обработка технологической информации, включая данные измерений и учёта;
- Оперативно-техническое управление и соблюдение режимов энергосбережения и энергопотребления;
- Проведение технического обслуживания, диагностики, ремонта электрических сетей, средств измерений и учёта, оборудования релейной защиты и противоаварийной автоматики и иных средств электросетевого учёта;
- Развитие электрических сетей и иных объектов электросетевого хозяйства, включая проектирование, инженерные изыскания, строительство и реконструкцию, техническое перевооружение, монтаж и наладку.

Кроме того, компания с 1 апреля 2018 года по 1 октября 2019 года являлась гарантирующим поставщиком электроэнергии на территории Свердловской области. Данный статус она получила в марте 2018 года, после лишения его «Роскоммунэнерго», а также повторно с 1 апреля 2019 года и до окончания конкурсов по выбору гарантирующего поставщика, но не более чем на 12 месяцев. С 1 октября 2019 года гарантирующим поставщиком по указанной территории стало АО «Нижнетагильская Энергосбытовая компания».
С 1 июля 2018 года по 30 июня 2019 года после лишения ПАО «Челябэнергосбыт» статуса субъекта оптового рынка электрической энергии и мощности в соответствии с приказом Минэнерго России «О присвоении статуса гарантирующего поставщика территориальной сетевой организации» от 25 июня 2018  № 497 ОАО «МРСК Урала» был присвоен статус гарантирующего поставщика электрической энергии в отношении зоны деятельности ПАО «Челябэнергосбыт» (вся территория Челябинской области за исключением границ зон деятельности гарантирующего поставщика ООО «Магнитогорская энергетическая компания»). С 1 июля 2019 года гарантирующим поставщиком по указанной территории стало ООО «Уралэнергосбыт».

### Показатели деятельности
К электрическим сетям ОАО «МРСК Урала» присоединено более 1,6 млн потребителей, в том числе 30 тыс. крупнейших промышленных предприятий Уральского региона. Общая территория обслуживания — более 440 тыс. кв. км. с населением более 10 млн человек. Протяженность электрических сетей, находящихся в зоне ответственности — более 153 тыс. км. Количество обслуживаемых подстанций — более 38 тыс. с общей установленной мощностью более 34,9 тыс. МВА. Объем передаваемой по электрическим сетям энергии потребителям составляет более 64 млрд  кВт⋅ч в год.
Основные финансовые показатели:
| Финансовые показатели по РСБУ (млн. руб.) | 2007     | 2008     | 2009     | 2010     | 2011     | 2012     | 2013     | 2014     | 2015     | 2016     | 2017     | 2018     | 2019     | 2020     | 2021     | 2022     |
| ----------------------------------------- | -------- | -------- | -------- | -------- | -------- | -------- | -------- | -------- | -------- | -------- | -------- | -------- | -------- | -------- | -------- | -------- |
| Выручка                                   | 32 676,0 | 35 964,7 | 41 297,6 | 49 783,8 | 54 571,7 | 51 335,0 | 57 443,5 | 59 607,8 | 60 535,4 | 65 452,1 | 71 089,7 | 89 625,5 | 94 042,4 | 76 063,9 | 82 746,4 | 88 772,5 |
| Затраты                                   | 29 915,5 | 33 947,2 | 36 623,6 | 44 842,7 | 50 063,7 | 48 490,7 | 54 047,3 | 54 498,3 | 55 114,8 | 59 338,5 | 63 242,8 | 80 004,0 | 85 496,9 | 72 519,2 | 75 610,3 | 80 319,1 |
| Операционная прибыль                      | 2 760,5  | 2 017,5  | 4 674,0  | 4 941,1  | 4 508,0  | 1 977,3  | 2 510,0  | 4 255,1  | 4 466,0  | 5 064,0  | 6 717,7  | 7 460,2  | 6 041,8  | 2 054,1  | 5 563,9  | 6 653,2  |
| EBITDA                                    | 2 752,4  | 3 576,1  | 4 191,8  | 5 124,4  | 5 920,8  | 4 418,5  | 5 396,7  | 7 234,3  | 8 452,8  | 10 447,3 | 11 495,1 | 7 314,9  | 9 556,7  | 6 959.0  | 13 779,3 | 12 331,7 |
| Чистая прибыль                            | 941,5    | 862,1    | 1 053,3  | 1 684,7  | 2 548,1  | 625,8    | 467,8    | 2 006,8  | 2 466,0  | 3 305,6  | 4 569,5  | 797,5    | 2 155,0  | 19.3     | 5 095,5  | 3 269,2  |

Финансово-экономические показатели компании за 2007 и 2008 гг. рассчитаны как сумма результатов деятельности управляющей компании ОАО «МРСК Урала» и результатов ОАО «Пермэнерго», ОАО «Свердловэнерго», ОАО «Челябэнерго».

### Рейтинговые оценки
В 2025 году рейтинговое агентство АКРА присвоило ПАО «Россети Урал» рейтинговую оценку AA+(RU) со стабильным прогнозом.

## Структура
В состав ПАО «Россети Урал» входят три филиала — «Свердловэнерго», «Челябэнерго» и «Пермэнерго», а также дочернее предприятие АО «Екатеринбургская электросетевая компания» (ЕЭСК).

### Дочернее зависимое общество АО «ЕЭСК»
Территория обслуживания — город Екатеринбург.
Численность населения города — 1 336 тыс. человек.
Численность персонала в сетевом хозяйстве 982 человек.